# Ci (poésie)
Pour les articles homonymes, voir CI.
La poésie ci (chinois simplifié 词, chinois traditionnel 詞, pinyin cí, Wade-Giles tz'u, EFEO ts'eu) est une forme de la poésie chinoise, chantée et principalement pratiquée sous la dynastie Song. 
Le ci est un poème chanté, écrit sur une mélodie préexistante, ce en quoi il se distingue du poème régulier, shi, des Tang. Si les vers sont de longueur irrégulière, la mélodie impose néanmoins des règles strictes : nombre de couplets, disposition des rimes et des tons, etc. Les influences musicales étrangères, venues à travers l'Asie centrale depuis les Tang, ont imprimé leur marque sur les mélodies, dont il ne reste aucune, qui servaient de structure aux ci. Il existait environ huit cents de ces mélodies, c'est-à-dire autant de modèles possibles de poèmes.

## Historique
Le ci est apparu sous les Tang, sous une forme courte, Wen Tingyun (812-870) étant le premier à se distinguer dans le genre. Wen Tingyun et plusieurs poètes sont nommés  « les poètes floraux (chinois simplifié: 花间词派) »
Li Yu (937-978), dernier empereur de la courte dynastie des Tang du Sud, a laissé des ci empreints de tristesse, écrits pendant les dernières années de sa vie passées en captivité. Mais c'est sous les Song qu'il devient un genre majeur. Liu Yong (987-1053) pratique un genre plus long, le manci, et sa poésie est liée au milieu des courtisanes. Amour ou ivresse, dans une inspiration populaire, sont alors la thématique dominante du ci. Avec Su Shi (1037-1101) s'impose un courant connu sous le nom de « liberté héroïque » (haofang), qui élève le ci au même rang que le poème régulier shi des Tang, et qui dans le même temps le détache des contraintes musicales. La poétesse Li Qingzhao (1084-après 1151) a laissé environ quatre-vingts ci qui en ont fait l'un des maîtres du genre. Ses premiers poèmes évoquent le bonheur de sa vie conjugale. La mort de son époux en 1129, après l'invasion des Jurchen, la conduit à faire un second mariage malheureux. Ses ci, dont le fameux poème sur l'air Lent sur chaque parole (zh) (Shengsheng man), sont alors pleins d'une tristesse mélancolique. Sous les Song du Sud, les ci de Yue Fei (1103-1141), de Xin Qiji (1140-1207) ou de Lu You (1125-1210), dans l'esprit de ceux de Su Shi, prennent des accents patriotiques tout en ayant de moins en moins de rapport avec la musique.
Nara Singde (1655-1685), d'origine mandchoue, remet le genre du ci à l'honneur sous la dynastie Qing.

## Musique
La musique utilisée par les ci est apparue sous les Tang. Il s'agit d'une musique nouvelle, influencée  à la fois par la musique venue d'Asie centrale (les « airs barbares ») et par les chansons populaires venues du Sud (les « airs des hameaux et venelles »). Cette musique nouvelle s'appelait « musique de Yan ». Elle était pratiquée par les courtisanes dans les conservatoires (jiaofang). Les yuefu et les poèmes réguliers (shi) des Tang n'étaient pas adaptés à cette musique nouvelle, qui demandait des vers de longueur irrégulière. Il existait 870 mélodies, et 1670 modèles prosodiques en tenant compte des variantes sur certaines mélodies. Les poèmes avaient pour titre le nom de la mélodie.

## Prosodie
Le ci est composé de vers de longueur irrégulière, le nombre de syllabes étant déterminé par la mélodie. Chaque mélodie correspondait à un modèle prosodique différent. Alors que dans le shi (poème régulier) il n'est fait qu'une différence entre ton plat d'une part et tons mélodiques d'autre part, la moitié des mélodies du ci exigeait une différenciation entre les quatre tons du chinois. La difficulté de composition d'un ci était de fait supérieure à celle d'un shi.

## Thèmes des poèmes chantés
Issu du milieu des courtisanes, le ci  chantait d'abord des thèmes en rapport avec ce milieu : l'amour, la séparation ou l'ivresse. Les troubles de la fin des Tang et de la période des Cinq Dynasties et des Dix Royaumes ont amené les poètes à composer des ci au ton plus grave. C'est par exemple le cas chez le poète  Wei Zhuang (836-910). Cette évolution est clairement visible dans les poèmes de Li Yu (937-978), le dernier empereur de la courte dynastie des Tang du Sud. Avec la paix retrouvée au début de la dynastie des Song, les courtisanes sont de nouveau les inspiratrices des poètes, à l'image de Liu Yong, fameux pour ses frasques dans les maisons de courtisanes. L'invasion du Nord de la Chine par les Jin a là encore introduit des thèmes plus tragiques dans le ci.

## Traduction
- (en) Renditions, numéros 11-12, « Special Issue on Tz'u », 1979 [lire en ligne]
- Paul Demiéville (dir.), Anthologie de la poésie chinoise classique, Paris, Gallimard, 1962, rééd. coll. « Poésie ». « Poèmes à chanter (ts'eu) des Tang et des Cinq Dynasties », p. 345-354 ; « Poèmes à chanter (ts'eu) des Song », p. 395-432 ; « Poèmes à chanter (ts'eu) des Yuan », p. 461-464
- Jacques Pimpaneau, Anthologie de la littérature chinoise classique, Arles, Éditions Philippe Picquier, 2004. « Poèmes chantés de l'époque Song », p. 465-477

## Adaptation musicale moderne
- Teresa Teng, Dan dan you qing (en), 1983